# Molondra
Molondra es un cultivar de higuera de tipo higo común Ficus carica, bífera (con dos cosechas por temporada, brevas e higos de otoño), con higos de epidermis con color de fondo morado rojizo, y con sobre color verde claro rojizo. Se cultiva en la colección de higueras de Montserrat Pons i Boscana en Llucmajor (España).

## Sinonimia
- “Melondre”,[4][6][7]
- “Molondre”

## Historia
Actualmente la cultiva en su colección de higueras baleares Montserrat Pons i Boscana, rescatada de un ejemplar o higuera madre plantada y cultivada en el predio "es Palmer" en el término de Campos, propiedad de Pere Ginard, experto conocedor de las higueras del agro de Campos y alrededores.
La variedad 'Molondra' es originaria de Campos donde es conocida y cultivada, siendo desconocida en otros lugares de la isla de Mallorca.

## Características
La higuera 'Molondra' es una variedad bífera de tipo higo común. Árbol de vigorosidad mediana, y buen desarrollo en terrenos favorables, copa ovalada porte esparcido y follaje denso, con nula emisión de rebrotes. Sus hojas son de 5 lóbulos en su mayoría, y de 3 lóbulos (30-40%). Sus hojas con dientes presentes márgenes ondulados poco marcados, pilosidad presente en el envés y un ángulo peciolar agudo. 'Molondra' tiene mucho desprendimiento de higos, con un rendimiento productivo mediano-alto y periodo de cosecha mediano. La yema apical cónica de color verde amarillento.
Los frutos de la higuera 'Molondra' son frutos de un tamaño de longitud x anchura:36 x 42mm, con forma ovoidal (tanto en las brevas como en los higos). Presentan unos frutos medianos en las brevas que son dulces y muy sabrosas. Los higos son de menor tamaño y peso que las brevas pero menos sabrosos y apreciados. Los frutos son un poco simétricos en la forma, uniformes en las dimensiones, de unos 19,650 gramos en promedio, cuya epidermis es de grosor mediano, de textura medio áspera, de consistencia mediana, color de fondo morado rojizo, y con sobre color verde claro rojizo, presentan un color más morado en la base del ostiolo y más verde en la zona del pedúnculo. Presentan un buen porcentaje de frutos aparejados y no presentan formaciones anormales. Ostiolo de 3 a 5 mm con escamas pequeñas marrones. Pedúnculo de 2 a 7 mm troncocónico verde claro. Grietas ausentes. Costillas poco marcadas. Con un ºBrix (grado de azúcar) de 24 de sabor dulce sabroso, con color de la pulpa rojo pálido. Con cavidad interna ausente-pequeña, con aquenios medianos en tamaño y en bastante cantidad. Los frutos maduran con un inicio de maduración de las brevas el 25 de junio, y de los higos sobre el 28 de agosto a 18 de octubre. Cosecha con rendimiento productivo mediano-alto, y periodo de cosecha mediano.
Se usa en alimentación humana en fresco. Mediana abscisión del pedúnculo y buena facilidad de pelado. Bastante resistentes al transporte, también a las lluvias y rocíos, y a la apertura del ostiolo. Muy susceptibles al desprendimiento del árbol cuando madura.

## Cultivo
'Molondra', se utiliza en alimentación humana en fresco. Se está tratando de recuperar de ejemplares cultivados en la colección de higueras baleares de Montserrat Pons i Boscana en Llucmajor.